# Andre Douglas
Andre Douglas (dezembro de 1985) é um engenheiro de sistemas e astronauta da NASA.

## Juventude e educação
Douglas é nativo da Virginia. Ele teve seu bacharelato em engenharia mecânica  da United States Coast Guard Academy, um mestrado em engenharia mecânica da Universidade de Michigan, um mestrado em arquitetura naval e engenharia marinha da Universidade de Michigan, um mestrado em engenharia elétrica e computacional da Universidade Johns Hopkins e um doutorado em engenharia de sistemas da Universidade George Washington.

## Carreira
Douglas serviu na Guarda Costeira como arquiteto naval, engenheiro de resgate, assistente de controle de danos e oficial de bordo. Recentemente ele foi um membro sênior do Johns Hopkins University Applied Physics Lab, trabalhando em robótica marítima, defesa planetária e missões de exploração espacial para a NASA.

## Candidato a astronauta
No dia 6 de dezembro de 2021 foi revelado que ele faz parte dos 10 candidatos selecionados como parte do Grupo 23 de Astronautas da NASA. Ele se apresentou ao dever em janeiro de 2022. Foi oficializado como astronauta no dia 5 de março de 2024.

## Trabalhos
- Douglas, Andre Maurice Bauding (8 de janeiro de 2021). Designing Complex Adaptive Systems Using a Stakeholder-Driven and Goal-Focused Framework (Tese). ProQuest Dissertations Publishing. Cópia arquivada em 16 de abril de 2022